# Porto de Trelleborg
O Porto de Trelleborg ou Treleburgo (em sueco: Trelleborgs hamn) é um porto marítimo no mar Báltico, situado na cidade de Trelleborg, na Escânia. Remonta ao século XVI, mas não foi até 1865 que a primeira instalação portuária estava concluída; o primeiro navio a atracar foi o Frans Malmros MS NJORD. Ali há quatro conexões ao continente, para Świnoujście (na Polônia), Sassnitz, Rostoque e Travemünde (todos na Alemanha).